# خمیده‌خوشگیان
خمیده‌خوشگیان (نام علمی: Cyrtostachydinae) نام یک زیرخانواده از تیره نخل است.